# Stoby församling
Stoby församling var en församling i Västra Göinge kontrakt i Lunds stift. Församlingen låg i Hässleholms kommun i Skåne län. Församlingen uppgick 2014 i Hässleholms församling.

## Administrativ historik
Församlingen har medeltida ursprung. En del av församlingen utbröts 1 maj 1910 för att ingå i den då bildade Hässleholms församling. 
Församlingen var till 2002 moderförsamling i pastoratet Stoby och (Norra) Sandby som mellan 1 maj 1920 och 1942 även omfattade Hässleholms församling och från 1962 Ignaberga församling. År 2002 uppgick församlingen i Stoby-Norra Sandby församling som upplöstes 2006 och då med Ignaberga församling uppgick i en återbildad Stoby församling som därefter till 2014 utgjorde ett eget pastorat. Församlingen uppgick 2014 i Hässleholms församling.

## Kyrkor
- Ignaberga gamla kyrka
- Ignaberga nya kyrka
- Norra Sandby kyrka
- Stoby kyrka